# Переволочанська волость (Прилуцький повіт)
Переволочанська волость — адміністративно-територіальна одиниця Прилуцького повіту Полтавської губернії з центром у містечку Переволочна.
Станом на 1885 рік — складалася з 19 поселень, 25 сільських громад. Населення 11527 — осіб (5528 осіб чоловічої статі та 5999 — жіночої), 1917 дворових господарств.
Найбільші поселення волості станом на 1885:
- Переволо́чна (містечко)
- Красля́ни
- Ла́дин, нині Ла́дан
- Ли́ски
- Мі́льки
- По́дище
- Рибці́
- Ря́шки
- Смош

Старшинами волості були:
- 1900—1904 роках козак Степан Варфоломійович Сторчило[2];
- 1913 роках Василь Пилипович Лобода[3];
- 1915 роках Максим Іванович Гапон[4].